# تفکر راهبردی
تفکر استراتژیک یا تفکر راهبردی (به انگلیسی: Strategic thinking) به پروسهٔ فکر کردن به نحوهٔ بازی حریف، و تصمیمات او، و واکنش‌های احتمالی او گفته‌می‌شود. در تعریفی دیگر، تفکر استراتژیک را فرایندی دانسته‌اند که به افراد کمک می‌کند در مورد آینده خود و دیگران تفکر کنند، آن را ارزیابی کنند و ایجاد کنند.
در ادبیات موضوع مدیریت و علوم اجتماعی اشارات گوناگونی به انواع تفکرات شده‌است؛ از جمله تفکر انتقادی، قیاسی، استقرائی، سیستمی و استراتژیک. تشخیص و تمایز انواع این تفکرات از یکدیگر بعضاً بسیار دشوار است؛ در مواردی نیز مشابهت‌هایی میان آن‌ها به چشم می‌خورد. در مورد تفکر استراتژیک آراء ارائه شده گوناگون و متنوع است و گاهی در تقابل با یکدیگر قرار می‌گیرند.
تفکر استراتژیک صرفاً یک فرایند فکری عمدی و منطقی است که بر تجزیه و تحلیل عوامل و متغیرهای حیاتی تمرکز دارد که بر موفقیت بلندمدت یک تجارت، یک تیم یا یک فرد تأثیر می‌گذارد.
تفکر استراتژیک شامل پیش‌بینی دقیق و آگاهانه تهدیدها و آسیب‌پذیری‌ها و فرصت‌هایی برای پیگیری است. در نهایت تفکر استراتژیک و تحلیل منجر به مجموعه ای واضح از اهداف، برنامه‌ها و ایده‌های جدید مورد نیاز برای بقا و شکوفایی در یک محیط رقابتی و متغیر می‌شود. این نوع تفکر باید واقعیت‌های اقتصادی، نیروهای بازار و منابع موجود را در نظر بگیرد.

## چرا تفکر استراتژیک مهم است
برای سال‌ها «تفکر استراتژیک» برای جلسات تیم اجرایی یا اتاق‌های هیئت مدیره به عنوان بخشی از فرایند برنامه‌ریزی استراتژیک یک شرکت در نظر گرفته شده‌است. با این حال، محیط‌های بسیار پویایی که امروزه در آن‌ها کار می‌کنیم به این معنی است که مفروضات و توافق‌هایی که اساس برنامه‌های استراتژیک را تشکیل می‌دهند، می‌توانند به‌طور چشمگیری بین این فرایند برنامه‌ریزی بسیار ساختاریافته تغییر کنند.
برای حفظ و احتمالاً تسریع عملکرد در برابر اهداف بلندمدت، باید به‌طور مکرر و اغلب غیررسمی بر قابلیت‌های تفکر استراتژیک تکیه کرد. همان‌طور که کاپیتان یک کشتی بادبانی بزرگ به خدمه بستگی دارد تا با توجه به تغییر نیروها و چالش‌هایی که در سفر آنها ایجاد می‌شود، آنها را ارزیابی و عمل کند. همچنین هر تیم رهبری باید بتواند برای بررسی، ارزیابی و تصمیم‌گیری در مورد چگونگی ایجاد تغییرات به مدیران خود وابسته باشد و همچنان شرکت را در مسیر دستیابی به اهداف بلندمدت خود نگه دارد.